# Deep Impact (sonda espacial)
Deep Impact foi a designação uma missão não tripulada norte-americana da NASA, e do Laboratório de Jato-propulsão - JPL,  criada para lançar um impactador contra o cometa 9P/Tempel 1  que circula entre as órbitas de Marte e Júpiter, observar a explosão e dela analisar os componentes químicos e físicos internos do cometa.
A sonda espacial foi lançada em Janeiro pelo foguete Delta II modelo 2925, da Cabo Canaveral, Estados Unidos. O módulo de impacto da sonda atingiu o cometa em 4 de Julho de 2005.
O cometa escolhido pertence a uma classe de cometas que são comuns do sistema solar. O impacto não deverá causar uma significativa mudança na trajetória do cometa.

## Objetivos científicos
A missão Deep Impact foi planejada para ajudar a responder algumas perguntas fundamentais sobre os cometas, que incluiam: qual a composição do núcleo dos cometas; o quão funda vai ser a cratera gerada pelo impacto, e onde foi que o cometa foi inicialmente constituído. Analisando a composição do cometa, os astrônomos esperam determinar como os cometas são formados baseados na diferença de composição entre o interior e o exterior do cometa. Observações do impacto e suas consequências vão permitir aos astronomos tentar determinar as respostas para todas essas questões.

## O lançamento

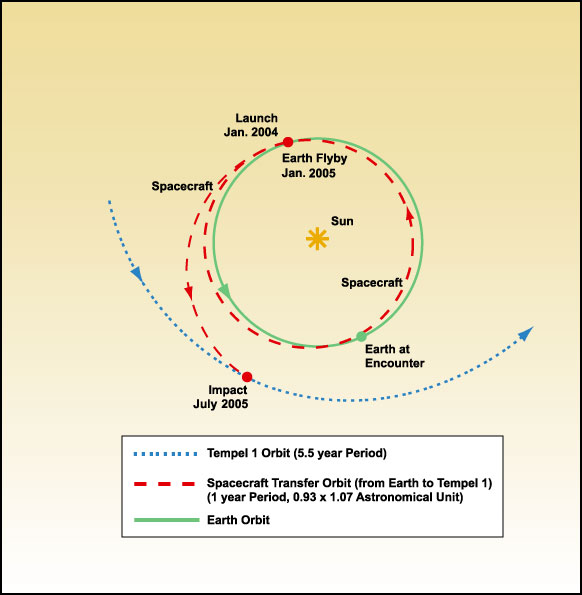
Trajetória do Deep Impact

Um foguete Boeing, modelo  Delta II 7925, lançou em 12 janeiro de 2005, no cabo Canaveral, estado da Flórida, a sonda Deep Impact ou Impacto Profundo.
É o mesmo foguete utilizado para lançar os veículos exploradores geológicos de Marte Spirit e Opportunity.
O Delta 7925 consiste em um foguete cujo primeiro estágio utiliza combustível líquido e funciona por 4,4 minutos acompanhados de nove foguetes laterais de combustível sólido, sendo que seis foguetes são acionados no lançamento e três restantes após a exaustão dos seis primeiros.
O segundo estágio contém um motor reiniciável. Ele entra em funcionamento 5 segundos após a separação do primeiro estágio, colocando a nave espacial em órbita da Terra e depois desliga. É nesta fase que o protetor térmico-mecânico dianteiro é descartado, expondo a nave espacial Deep Impact ao espaço.
Aproximadamente 17 minutos após o lançamento, o segundo motor entra novamente em ignição por dois minutos e tira a nave espacial da órbita da Terra e a coloca em direção ao cometa Tempel 1. Ele também coloca a nave espacial em rotação, fazendo-a girar 60 rotações por minuto.
Ocorre a separação do segundo estágio e o motor do terceiro estágio, o Star 48 que utiliza combustível sólido, queima por 87 s. Depois de 4,5 minutos do fim da queima do terceiro estágio, este reduz as rotações do conjunto para quase zero e então liberta a nave espacial Deep Impact.
Um minuto após esta separação os painéis solares do Deep Impact são abertos e eles apontam para o Sol.
A sonda viajará por seis meses, 431 milhões de quilômetros até o cometa Tempel 1, colidindo em 4 de julho de 2005, com uma velocidade de 37 000 km/h.

## A viagem
Após o lançamento no prazo de 30 dias os sistemas da nave são checados e calibrados e sua trajetória foi corrigida pela primeira vez. Durante esta fase os instrumentos científicos usaram a Lua como teste de calibração para as câmeras fotográficas e espectrômetro. Para testar o sistema de navegação autônomo foram visados a Lua e Júpiter.
A fase de cruzeiro se processa entre os 30 dias após o lançamento e 60 dias antes do encontro com o cometa. Onde uma segunda correção de trajetória foi efetuada e foram iniciadas as primeiras tentativas de se fotografar o cometa Tempel 1. Novas calibrações são efetuadas para ajustar os telescópios e o espectrômetro. Foram utilizadas as estrelas Vega (da constelação Lira), a 5ª estrela mais brilhante do céu, Achernar (de Eridano), a 9ª mais brilhante e Canopus (de Carina), a segunda mais brilhante estrela do céu depois da Sirius.
Com 60 dias antes do encontro, intensas observações foram feitas ao cometa utilizando-se a câmera de alta definição, para determinar com precisão a sua trajetória, Também foram feitas observações científicas da rotação do cometa e da poeira que o envolve.

## A nave espacial

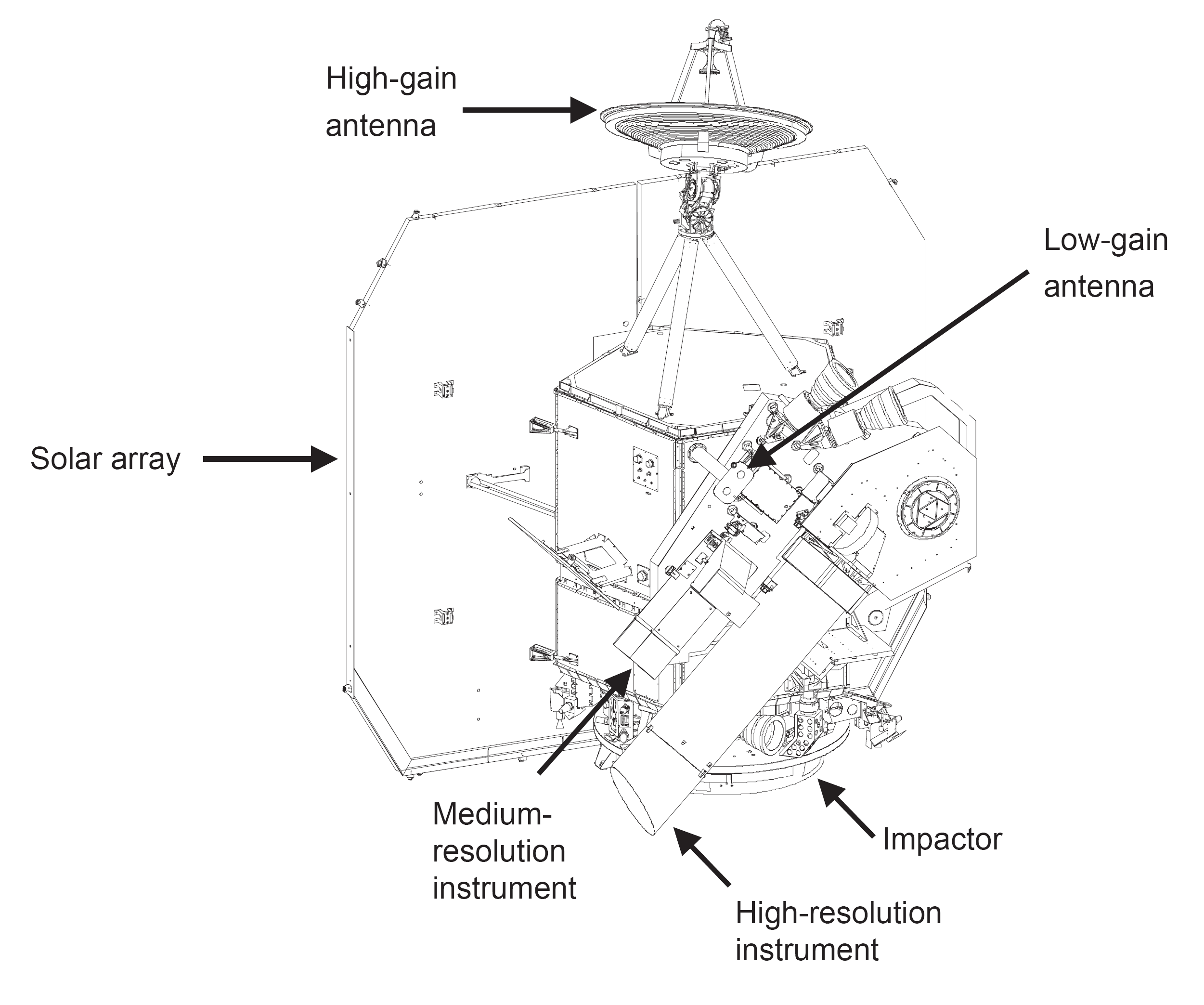
Diagrama da nave espacial Deep Impact

Essa nave espacial é na realidade composta de duas partes: o impactador, com o corpo central de cobre, pesando 372 kg, que atingiu o cometa e a sonda  propriamente dita, pesando 601 kg, que passou pelo cometa a uma distância segura e fez imagens do Tempel 1 enquanto passava por ele.
Todo o conjunto da nave espacial ou sonda mede 3,3m de comprimento, 1,7 m de largura e 2,3 m de altura. 
 Impactor: 372 kg (820 lb) Pesa no total 601 kgm no lançamento, sendo que 515 kgm são da sonda propriamente dita e 86 kg são de propelente.
Possui dois painéis solares, de 2,8m por 2,8m, perfazendo uma área de 7,5 metros quadrados que fornecem 92 watts, dependendo de sua distância em relação ao Sol. Dispõem de uma pequena bateria recarregável de níquel-hidrogênio, de 16 ampéres hora.

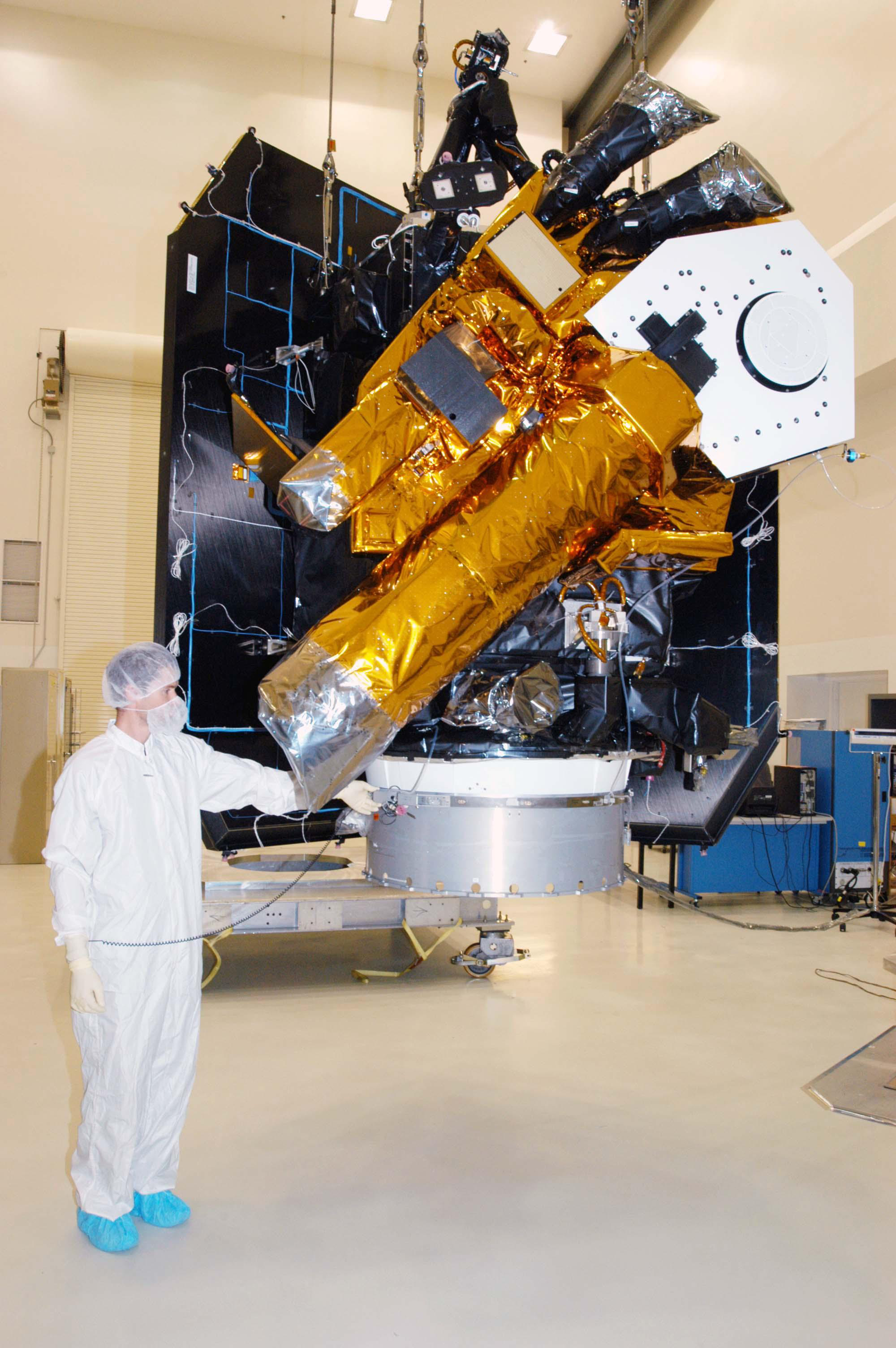
Sonda Deep Impact

Cada veículo possui seus próprios instrumentos e possuem a capacidade de receber e enviar dados. A nave espacial fornece energia, comunicações e capacidade de manobra para ela e para o impactador quando estão unidos em direção ao núcleo do cometa. A maioria de seus sistemas é redundante e o sistema fará uma cópia de segurança dos dados, caso se depare com algum problema.
A nave espacial utiliza o chip Rad 750, blindado contra as radiações, igual às versões para microcomputador tipo Personal Computer. Dois computadores atuam em redundância e compartilham de 1.024 megabytes de memória. A nave utiliza a freqüência de raio-X de 8 gigahertz para comunicações com a Terra, usando a banda S para se comunicar com o impactador, quando este estiver liberado.
A nave espacial é equipada com uma antena direcional de alto-ganho e de duas antenas fixas de baixo-ganho.
A nave espacial transporta os principais instrumentos de observação como a câmera de alta resolução (HRI) e a câmera de média resolução (MRI) além do impactador, com seu sensor de alvo do impactador (ITS), destinado a colidir com o núcleo do cometa.
A nave espacial realiza manobras através de um grupo de empuxadores que utilizam a hidrazina como propelente.
A nave espacial liberou o impactador, recebeu suas imagens e transmitiu os dados coletados para a Terra.  Ela estava no momento da colisão, a cerca de 600 km de distância do cometa.
O impactador se auto-navegou, visando atingir o núcleo do cometa, do lado iluminado pelo Sol. A energia do impacto deve ter escavado uma cratera de 100 m de lado por 28 m de profundidade.
O impactador foi construído pela Ball Aerospace & Tecnologies de Boulder, estado do Colorado.

## Instrumentos da nave espacial principal

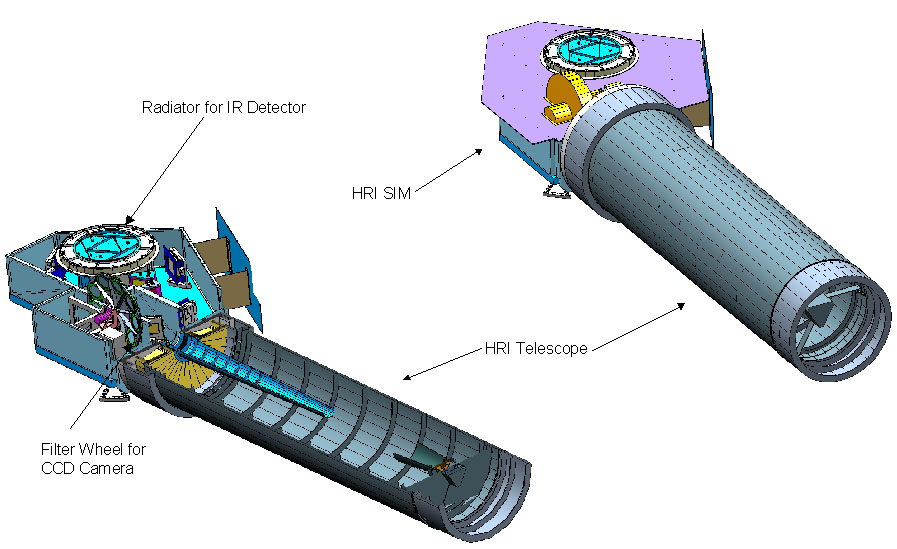
Câmera de alta resolução - HRI

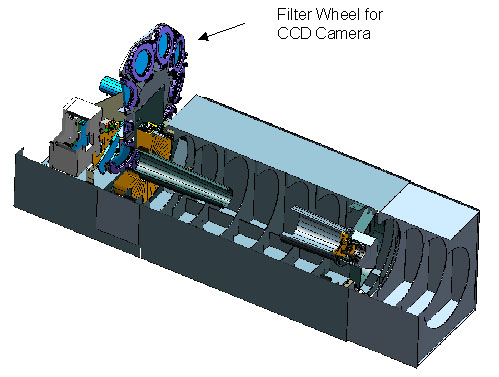
Câmera de média resolução - MRI

- Câmera de alta resolução (Hight-Resolution Instrument - HRI)

É o principal instrumento científico da nave espacial Deep Impact, com a função primordial de observar o núcleo do cometa. O telescópio tem 30 cm de diâmetro e fornece luz visível para a câmera fotográfica multiespectral ou e envia ao espectrômetro, a radiação infravermelha captada.
Ele é um dos maiores instrumentos fabricados para uma nave espacial. Dispõem de uma resolução de 2 m por pixel, quando a sonda estiver a 700 km de distância. O espectrômetro de radiação infravermelha apresentará imagens com resolução de 10 m por pixel, quando a sonda estiver em seu ponto de maior aproximação.
A câmera científica HRI deverá fornecer uma resolução cinco vezes superior que a câmera MRI (Medium Resolution Instrument) , tornando-a ideal para observar o núcleo do cometa.
É o único dos três instrumentos que dispõe de um modulo especial para fotografias denominado de (Spectral Imaging Module (SIM)), eu permitirá ver colorido, branco e preto e infravermelho.
- Câmera de média resolução (Medium-Resolution Instrument - MRI)

Trata-se de um pequeno telescópio Cassegrain de 12 cm de diâmetro, com distância focal de 2,1 m. Destina-se a funcionar como equipamento de reserva caso o HRI falhe, além de auxiliar a navegação nos últimos 10 dias antes do impacto, para auxiliar no rumo do impactador contra o núcleo do cometa.
Devido ao seu maior campo de observação, ele pode melhor observar o material ejetado bem como ter uma visão geral da cratera que se formou.
Difere do HRI no tamanho do seu campo de visão e na sua resolução. Apresenta uma resolução de 10 m por pixel para a luz visível, estando à sonda a 700 km de distância. Este telescópio
Ambas as câmeras deverão observar por 10 minutos o cometa após o impacto, voltando a observá-lo após o período de proteção.

## Instrumentos do impactador
- Sensor de Alvo do Impactador  (Impactor Targeting Sensor - ITS)[9]

É um sistema que utiliza imagens de média resolução igual ao da nave principal, porém sem os filtros que a sonda tem. É um telescópio com 12 cm de diâmetro e que fornece imagens para a navegação do impactador, bem como vistas de perto do cometa antes do impacto.
O ITS do impactador é quase idêntico ao MRI, que utiliza o mesmo tipo de  telescópio do MRI bem como o mesmo tipo de CCD  da câmera MRI, diferindo apenas por não ter um conjunto de filtros.
A melhor resolução aguardada será de 0,5 m por pixel momentos antes da colisão.
O instrumento ITS é montado no interior do impactador com sua mira paralela ao eixo de deslocamento do impactador, de forma a obter sempre uma imagem direta do núcleo.

## O impactador

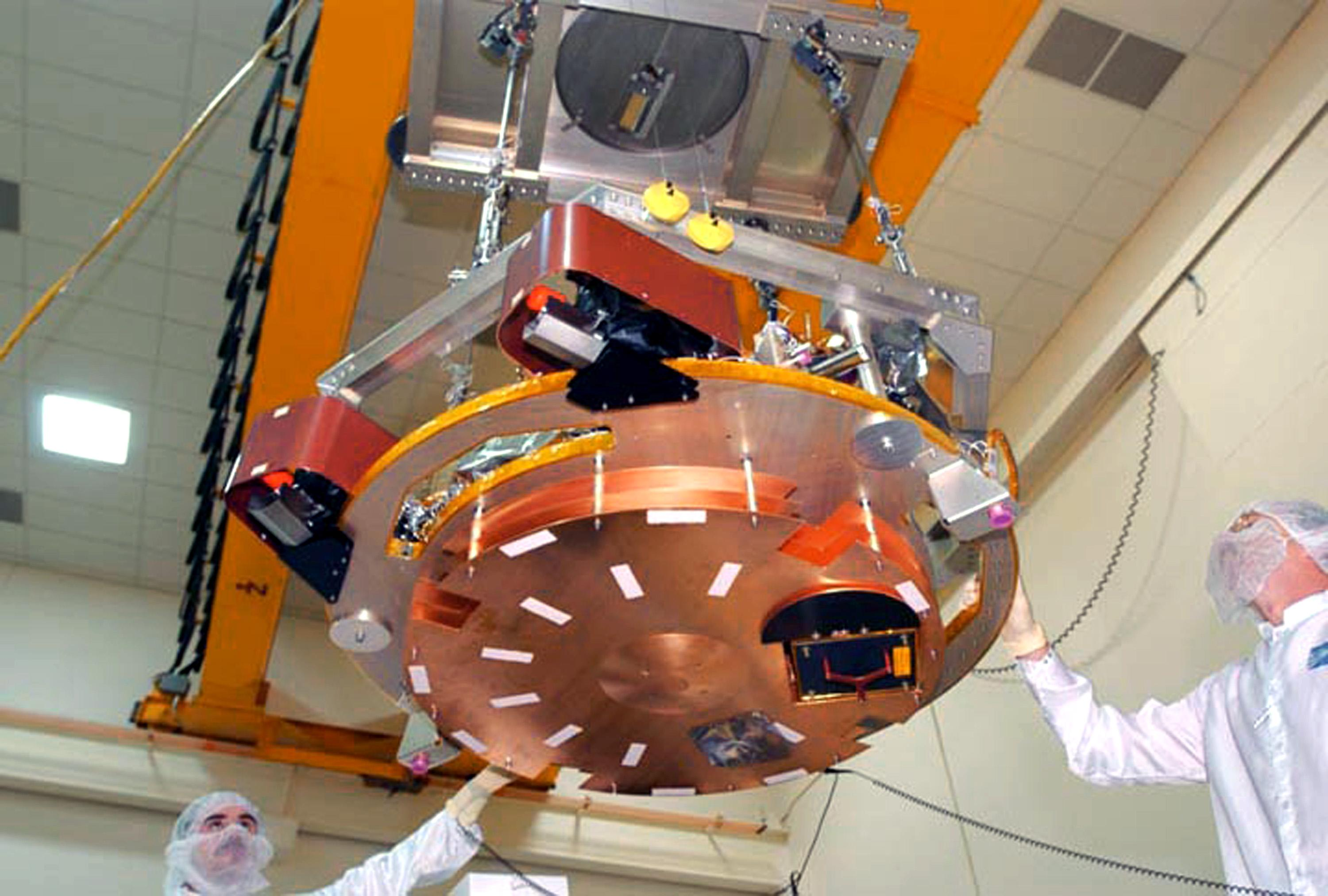
Foto da massa de cobre pertencente ao impactador

Trata-se de uma nave espacial de 1m por 1m de largura, pesando no lançamento 372 quilogramas, sendo que 364 kgm são da sonda propriamente dita e 8 kgm são de propelente.
Transporta uma massa de cobre em forma esférica de 113 kgm, com a finalidade de penetrar mais profundamente no cometa, bem como criar a maior cratera possível. Foi escolhido o cobre por ser um material que não faz parte do cometa e portando sua assinatura química nos dados coletados deverá ser descartado.
É equipado com uma bateria não-recarregável de 250 ampéres hora, pois o impactador tem pouco tempo de vida.
O seu computador e sua aviônica são semelhantes a da nave principal. Assim como o seu sistema de navegação orientado por estrelas, a sua unidade de referencial inercial e seu sistema de empuxo para a correção de trajetória, se assemelham ao da nave principal.
O impactador tem um conjunto de empuxadores para refinar a sua trajetória. Devido a sua breve missão, o impactador não possui seus sistemas em redundância, tal como tem a nave principal.
Transporta um simples instrumento científico, denominado de sensor de alvo do impactador (impactor targeting sensor - ITS).

## O impacto

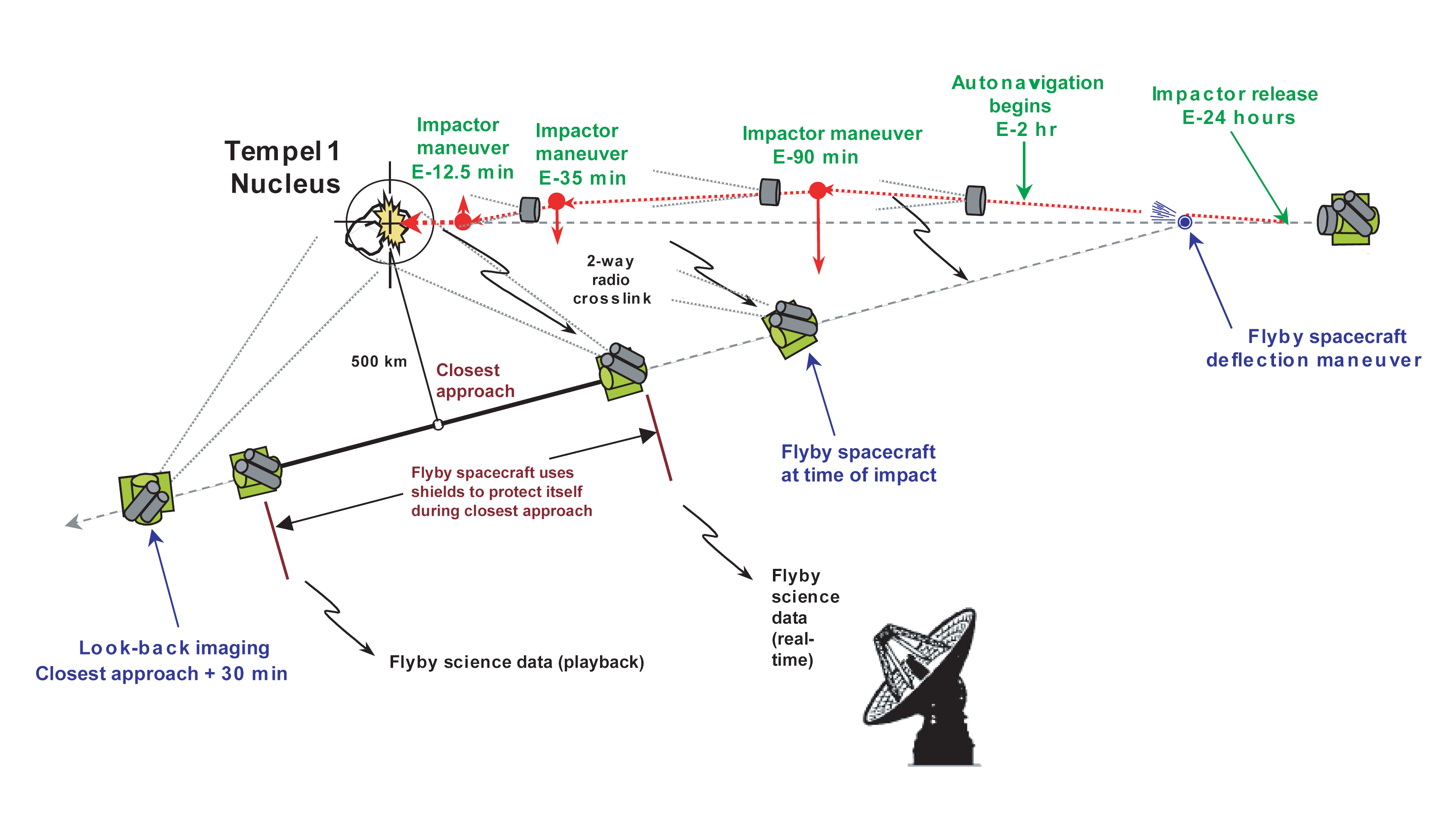
Sequência da fase de impacto da missão Deep Impact

A fase de impacto teve início nominal em 29 de junho de 2005, cinco dias antes do impacto. O impactador se separou com sucesso da sonda em 3 de julho as 6h00 UTC. As primeiras imagens obtidas pelo impactador foram vistas duas horas depois da separação.
Quando o choque ocorreu, a nave espacial Deep Impact estava a 700 km de distância registrando o evento, transmitindo praticamente de imediato para a Terra, os dados coletados. Quando a distância foi de 600 km, a nave espacial assumiu uma postura defensiva, parando de colher dados e voltando seus painéis-solares contra o cometa, a fim de se proteger de eventuais destroços e de poeira do cometa. Uma ignição de 14 minutos foi executada para diminuir a velocidade da espaçonave. Também foi reportado que a comunicação entre a sonda de passagem e o impactador estava funcionando como esperado. O impactador efetuou três manobras de correção de curso nas duas horas finais antes do impacto.
O impactador foi manobrado para se posicionar à frente do cometa, de tal forma que o Tempel 1 colidisse com ele. O impacto ocorreu as 05h45 UTC na manhã de 4 de julho de 2005, com precisão de um segundo para o horário planejado do impacto.
O impactador continuou retornando imagens até três segundos antes do impacto. A maior parte dos dados foi armazenada a bordo da sonda de passagem que enviou por rádio cerca de 4 500 imagens das câmeras HRI, MRI e ITS para a Terra durante os dias seguintes. A velocidade relativa entre ambos foi de 10,2 km/s. A energia cinética liberada foi algo em torno de 19 gigajoules, o equivalente a 4,5 toneladas de TNT, e o cometa se mostrou cinco vezes mais brilhante que o normal.
Uma linha de tempo da missão está localizada em Impact Phase Timeline (NASA).

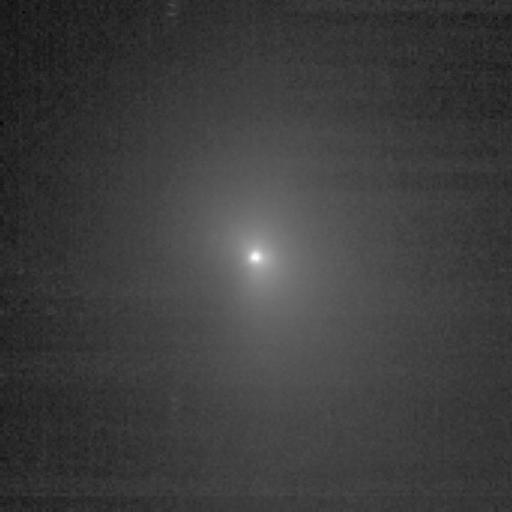
O cometa Tempel 1, filmado de 4.2 milhões de km no início da fase de impacto
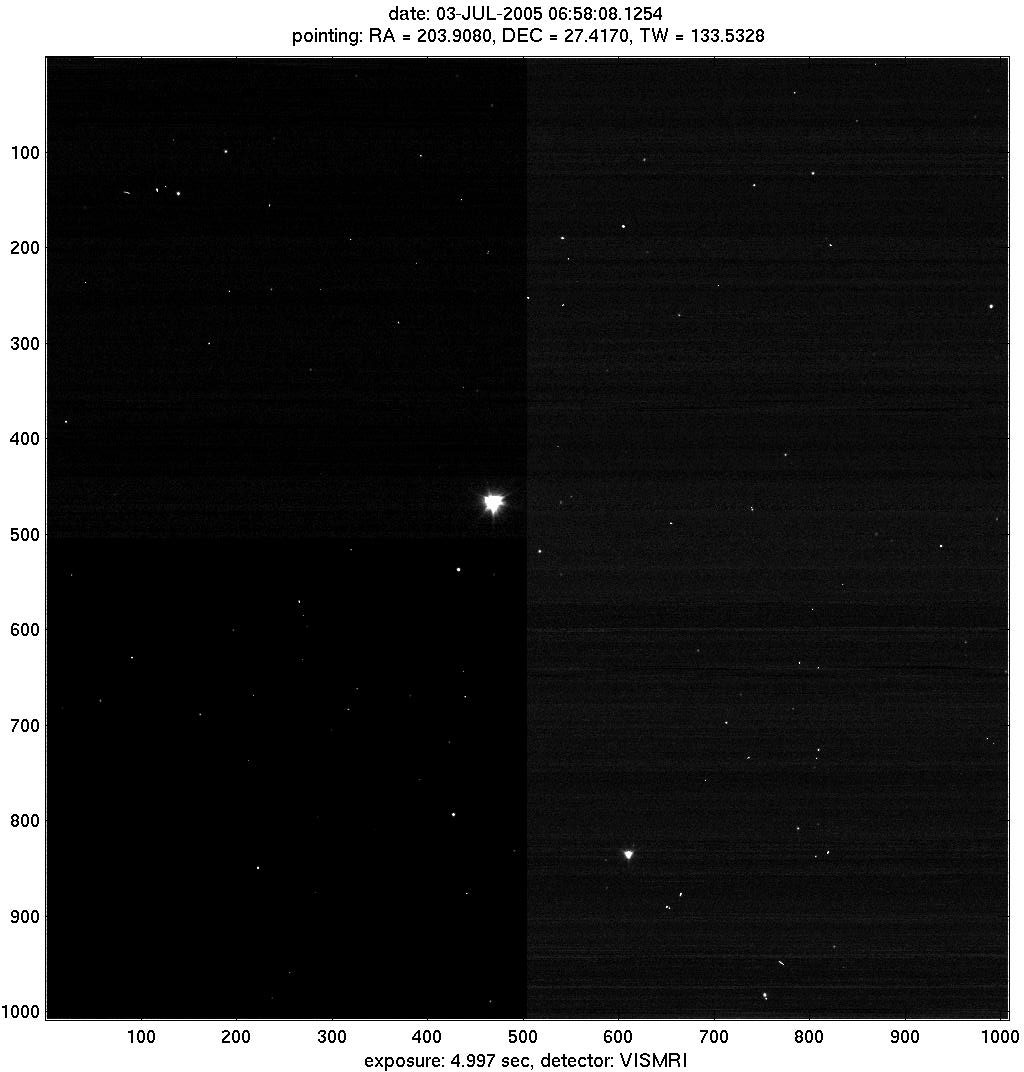
O impactador filmado pela sonda logo após a separação
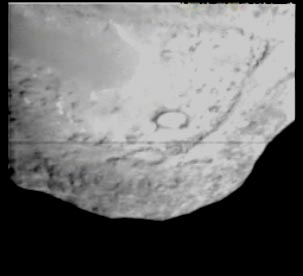
Imagem obtida pelo impactador
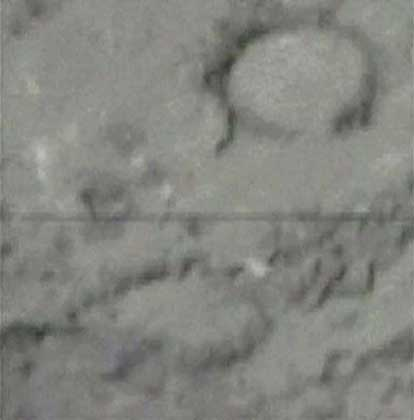
Imagem em close obtida pelo impactador pouco antes do impacto
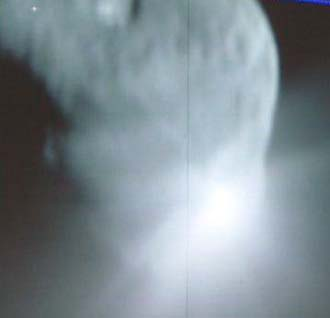
O momento do impacto, como exibido na NASA TV
Filmagem HRI do impacto
Vídeo obtido com o HRI, Visual CCD (HRIV) durante o encontro
Vídeo obtido com o ITS, Visual CCD (ITS) durante o encontro

## Missão estendida
O fim da missão Deep Impact estava previsto para 3 de agosto de 2005, trinta dias após o impacto. No entanto ela foi alocada em uma missão estendida, designada EPOXI (Extrasolar Planet Observation and Deep Impact Extended Investigation) para visitar outros cometas, depois de ser colocada em modo de repouso em 2005, depois de completar a missão ao Tempel 1.

## Custo da missão
Custo de 267 milhões de dólares, não incluindo o veículo lançador. Sendo que 252 milhões de dólares no desenvolvimento da sonda e 15 milhões de dólares no  controle da missão.

## Programa Discovery
A missão Deep Impact é a oitava missão do programa de exploração espacial da NASA denominado de Programa Discovery. Que é um programa científico que estabeleceu metas para o desenvolvimento de missões de baixo custo para a pesquisa espacial.